# C/1974 V2 Bennett
C/1974 V2 Bennett è una cometa non periodica con orbita parabolica. La cometa è stata scoperta il 13 novembre 1974 dall'astrofilo sudafricano John Caister Bennett che impiegò 482 ore di ricerca per scoprirla. Si ritiene che la cometa pochi giorni prima della scoperta abbia subito un outburst che ne ha aumentato la luminosità; il giorno della scoperta, la cometa fu stimata di 9a, il 14 novembre 1974 di 8,5a, il 15 novembre 1974 di 8,3a. La cometa è stata osservata solo per alcune settimane malgrado le buone condizioni di visibilità e attualmente è ritenuta non più esistente in quanto disgregatasi.

## Orbita
Particolarità dell'orbita di questa cometa è di avere una MOID relativamente piccola con la Terra: questo fatto comporta la possibilità dell'esistenza, da verificare, di uno sciame meteorico. Le caratteristiche principali di questo ipotetico sciame sono: velocità geocentrica di circa 66,50 km/s, distanza della parte centrale del toro meteorico dalla Terra di 0,033-0,0035 UA, picco del massimo tra il 13 e il 14 novembre, coordinate celesti durante il massimo 9 H 47 M, -13,75°, corrispondente ad un punto situato a poco più di 1° dalla stella Upsilon Hydra. La cometa ha elementi orbitali simili a quelli della cometa C/1941 K1 van Gent; anche questa cometa passa vicino alla Terra e a suo tempo fu sospettata di essere il corpo progenitore delle Alpha Monocerontidi, sciame meteorico con caratteristiche simili a quelle dell'ipotetico sciame meteorico della cometa C/1974 V2 Bennett.